# Trachyspora pentaphylleae
Trachyspora pentaphylleae är en svampart som beskrevs av Gäum. 1943. Trachyspora pentaphylleae ingår i släktet Trachyspora och familjen Phragmidiaceae.   Inga underarter finns listade i Catalogue of Life.